# Провінція Етіґо
Провінція Етіґо (яп. 越後国 — етіґо но куні, «країна Етіґо») — історична провінція Японії у регіоні Тюбу у центрі острова Хонсю. Відповідає сучасній префектурі Ніїґата.

## Короткі відомості
Віддавна Етіґо була складовою держави Косі но куні (越国), яка у 7 столітті була поділена яматоськими монархами на три адміністративні одиниці — Етіґо (越後, «заднє Косі»), Еттю (越中, «середнє Косі») і Етідзен (越前, «переднє Косі»)
У 7 столітті провінція Етіґо слугувала форпостом проти прото-айнських племен еміші. Її адміністративний центр знаходився у сучасному місті Дзьоецу.
З 13 по 16 століття провінцією Етіґо правив рід Уесуґі. У ній розміщувався центр усіх володінь легендарного полководця Уесуґі Кенсіна.
У період Едо (1603—1867) землі провінції перебували під контролем родичів сьоґунів — родини Мацудайра.
У результаті адміністративної реформи 1871 року, провінція Етіґо була перетворена на префектуру Ніїґата.

## Повіти
- Івафуне 岩船郡
- Канбара 蒲原郡
- Каріва 刈羽郡
- Косі 古志郡
- Кубікі 頸城郡
- Нутарі 沼垂郡
- Санто 三島郡
- Уонума 魚沼郡